# Liste der Nummer-eins-Hits in Deutschland (1962)
Diese Liste enthält alle Nummer-eins-Hits in Deutschland im Jahr 1962. Es gab in diesem Jahr sieben Nummer-eins-Singles.
| Singles | Alben |
| --- | --- |
| - Gerhard Wendland: Tanze mit mir in den Morgen - 1 Monat (1. Januar – 31. Januar) - Bob Moore / Peter Niemann: Mexico / Jana, schöne Mexicana - 2 Monate (1. Februar – 31. März) - Conny / Jan & Kjeld / Blue Capris: Zwei kleine Italiener - 1 Monat (1. April – 30. April) - Mina: Heißer Sand - 2 Monate (1. Mai – 30. Juni) - Nana Mouskouri: Ich schau den weißen Wolken nach / Einmal weht der Südwind wieder - 2 Monate (1. Juli – 31. August) - Pat Boone / Rex Gildo: Speedy Gonzales / Kleiner Gonzales - 3 Monate (1. September – 30. November) - Petula Clark: Monsieur - 1 Monat (1. Dezember – 31. Dezember) | - Soundtrack: My Fair Lady – Deutsche Originalaufnahme - 1 Jahr und 2 Monate (15. Juli 1962 – 14. September 1963, insgesamt 22 Monate; → 1963, 1964 und 1965) |

## Jahreshitparade
1. Bob Moore / Peter Niemann: Mexico / Jana, schöne Mexicana
2. Pat Boone / Rex Gildo: Speedy Gonzales / Kleiner Gonzales
3. Mina: Heißer Sand
4. Conny / Jan & Kjeld / Blue Capris: Zwei kleine Italiener
5. Nana Mouskouri: Einmal weht der Südwind wieder
6. Peter Kraus: Schwarze Rose, Rosemarie
7. Caterina & Silvio: The Peppermint-Twist
8. Freddy: Alo Ahe
9. The Waikiki’s: Hawaii Tattoo
10. Gus Backus: Sauerkraut-Polka